# Quảng cáo

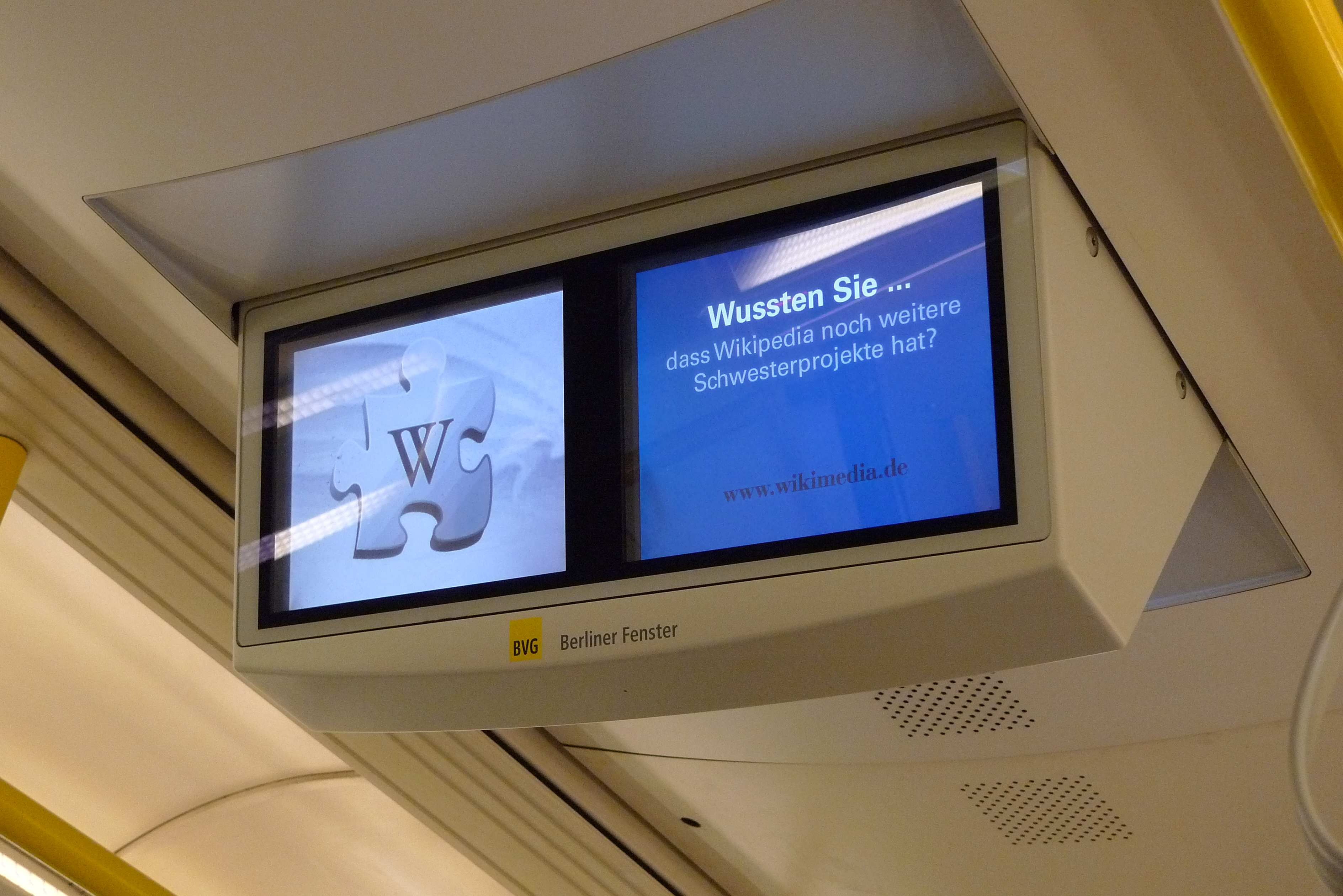
Trên một toa tàu điện ngầm Berlin U-Bahn, một quảng cáo thu hút sự chú ý với nội dung: "Bạn có biết... Wikipedia còn có nhiều dự án chị em khác?". Kèm theo đó là đường dẫn URL đến chi hội Wikimedia của Đức.

Quảng cáo (tiếng Anh: Advertising)  là hình thức tuyên truyền được trả phí hoặc không để thực hiện việc giới thiệu thông tin về sản phẩm, dịch vụ, công ty hay ý tưởng, quảng cáo là hoạt động truyền thông phi trực tiếp giữa người với người mà trong đó người muốn truyền thông phải trả tiền cho các phương tiện truyền thông đại chúng để đưa thông tin đến thuyết phục hay tác động đến người nhận thông tin.
Vào thế kỷ 19, ngành xà phòng là một trong những ngành đầu tiên áp dụng các chiến dịch quảng cáo quy mô lớn. Thomas J. Barratt được hãng xà phòng Pears tiên phong tuyển dụng vào vị trí quản lý thương hiệu - một vai trò hoàn toàn mới mẻ vào thời điểm đó. Không chỉ sáng tạo khẩu hiệu và hình ảnh quảng cáo, ông còn táo bạo mời Lillie Langtry trở thành gương mặt đại diện cho Pears. Đây là lần đầu tiên một người nổi tiếng được sử dụng để quảng bá cho một sản phẩm thương mại. Quảng cáo hiện đại bắt nguồn từ những kỹ thuật được áp dụng lần đầu trong các chiến dịch quảng bá thuốc lá những năm 1920. Điển hình nhất là các chiến dịch do Edward Bernays triển khai, người được xem là cha đẻ của ngành quảng cáo hiện đại theo phong cách "Đại lộ Madison" (Madison Avenue).
Chi tiêu cho quảng cáo toàn cầu trong năm 2015 ước tính đạt 529,43 tỷ đô la Mỹ. Năm 2017, các chuyên gia dự đoán quảng cáo trên truyền hình sẽ chiếm tỷ lệ cao nhất (40,4%) trong tổng ngân sách quảng cáo. Tiếp đến là quảng cáo kỹ thuật số (trên Internet) với 33,3%. Các phương tiện truyền thống như báo chí (9%), tạp chí (6,9%), quảng cáo ngoài trời (5,8%) và radio (4,3%) sẽ chiếm số lượng ít hơn. Trên phạm vi toàn cầu, năm tập đoàn quảng cáo lớn nhất (hay còn gọi là "Big Five") bao gồm Omnicom, WPP, Publicis, Interpublic, và Dentsu.

## Lịch sử
Theo các tài liệu còn ghi lại thì cha đẻ của hình thức quảng cáo là một người Ai Cập cổ. Ông đã dán tờ thông báo đầu tiên trên tường thành Thebes vào khoảng năm 3000 trước Công nguyên. 
Vài thế kỷ sau đó, ở Hy Lạp hình thức thông báo này trở nên rất phổ biến khi các thông tin dành cho công chúng được vẽ lên các tấm bảng gỗ trưng bày ở quảng trường thành phố.
Nếu như các bảng quảng cáo đã phát triển nhanh sau sự ra đời của phương pháp (bức áp phích đầu tiên do Caxton, người Anh, in từ năm 1477), thì họa sĩ Pháp J.Chéret (1835-1932) lại là người phát minh ra hình thức quảng cáo hiện đại. Đó là tờ quảng cáo một buổi biểu diễn năm 1867, gồm một câu ngắn và một hình ảnh màu mè gây ấn tượng mạnh. Tuy nhiên, chính họa sĩ Ý L.Cappiello (1875-1942) mới là người đầu tiên thực sự đề cập tới áp phích quảng cáo với tấm biển quảng cáo kẹo chocolate "Klaus" của ông năm 1903

## Đặc điểm của quảng cáo
1. Quảng cáo là hình thức truyền thông phải trả tiền;
2. Bên trả phí quảng cáo là một tác nhân được xác định;
3. Nội dung quảng cáo tạo nên sự khác biệt của sản phẩm, nhằm thuyết phục hoặc tạo ảnh hưởng tác động vào đối tượng;
4. Quảng cáo được chuyển đến đối tượng bằng nhiều phương tiện truyền thông khác nhau;
5. Quảng cáo tiếp cận đến một đại bộ phận đối tượng khách hàng tiềm năng;
6. Quảng cáo là một hoạt động truyền thông marketing phi cá thể.

## Các loại hình quảng cáo
- Quảng cáo thương hiệu (brand advertising);
- Quảng cáo trực tuyến (online advertising);
- Quảng cáo địa phương (local advertising);
- Quảng cáo chính trị (political advertising);
- Quảng cáo hướng dẫn (directory advertising);
- Quảng cáo phản hồi trực tiếp (direct-respond advertising);
- Quảng cáo thị trường doanh nghiệp (Business-to-business advertising);
- Quảng cáo hình ảnh công ty (institution advertising);
- Quảng cáo dịch vụ công ích (public service advertising)
- Quảng cáo tương tác (interact advertising)

## Phương tiện quảng cáo
Quảng cáo được chuyển đi bằng nhiều phương tiện truyền thông khác nhau, như:
- Truyền hình: là phương tiện tác động đến người tiêu dùng đa dạng và toàn diện nhất, bằng âm thanh, hình ảnh sống động. Chi phí hình thức này thường là đắt nhất. Đôi khi gián tiếp bằng hình thức bảo trợ các show, hay kèm theo logo quảng cáo trên nền sàn, hay treo trên tường đàng sau diễn viên, MC. Xem thêm Quảng cáo truyền hình.
- Báo chí: tác động bằng hình ảnh và khẩu hiệu. Đôi khi bằng những bài viết giả như tường thuật bằng những phóng viên được mướn.
- Internet: Khi công nghệ thông tin và Internet phát triển, loại hình báo mạng cũng phát triển nên các công ty thường khai thác phương tiện này. Còn có thể gửi vào các hòm email để quảng cáo, hay gọi là thư rác. Hay các đoạn phim quảng cáo trên các trang mạng. Xem thêm: Quảng cáo trực tuyến. Ngày nay internet rất phổ cập đến nhiều gia đình, đó là một lợi thế để các doanh nghiệp khai thác quảng cáo sản phẩm và thương hiệu ở các mạng trên internet. 
  - Với doanh nghiệp quảng bá thương hiệu thì họ phải cho mọi người trong xã hội nhìn thấy và nhớ đến thương hiệu dịch vụ của mình, đó chính là quảng cáo hình ảnh hoặc đoạn text.
  - Với doanh nghiệp muốn bán sản phẩm tức là bán cho khách hàng cuối cùng, họ phải tập trung giới thiệu sản phẩm của họ đến trực tiếp người có nhu cầu thì hiệu quả mới cao.
- Phát thanh: tác động bằng âm thanh, là những đoạn quảng cáo bằng lời nói hay âm nhạc.
- Quảng cáo qua bưu điện: Gửi thư đến nhà các khách hàng kèm theo thông tin giới thiệu về công ty và sản phẩm. Chi phí khá rẻ, nhưng tác dụng thấp vì mỗi thư chỉ tác động được đến 1 gia đình
- Quảng cáo trên các phương tiện vận chuyển: sơn hình sản phẩm và tên công ty lên thành xe, nhất là xe bus để có diện tích thân xe lớn và lượng khách đi xe rất nhiều trong mỗi ngày, có tác dụng khá hiệu quả. Nhưng vì sơn lên thành xe thì khó thay đổi liên tục nên người ta thường dùng xe bus là phương tiện quảng cáo cho những sản phẩm có vòng đời khá dài hoặc thương hiệu cả công ty chứ không giới thiệu những sản phẩm vòng đời ngắn, hình ảnh quảng cáo nhanh bị lạc hậu
- Quảng cáo qua ấn phẩm danh bạ doanh nghiệp: là những ấn phẩm phát rộng rãi đến người tiêu dùng
- Pano quảng cáo hay bảng hiệu tấm lớn ngoài trời là loại hình quảng cáo có kích thước lớn và thường đặt ở những nơi có vị trí trọng điểm, nhiều người qua lại nhằm thu hút người đi đường để ý.
- Quảng cáo trên tờ rơi, áp phích, pano hay băng-rôn. Tờ rơi là hình thức công ty thường dùng, cho đội ngũ nhân viên tiếp thị đi đến các ngã tư, nơi công cộng phát giấy in giới thiệu về sản phẩm và địa chỉ cung cấp
- Quảng cáo trên bao bì sản phẩm
- Quảng cáo truyền miệng: thông qua đội ngũ nhân viên đi tuyên truyền
- Quảng cáo từ đèn LED: là những đèn lớn treo nơi công cộng đập vào mắt người đi đường thấy hình ảnh và sản phẩm công ty
- Quảng cáo SMS: thông qua các hãng viễn thông, gửi tin nhắn đến các khách hàng giới thiệu về sản phẩm, chương trình khuyến mại... mà công ty đang áp dụng
- Quảng cáo qua các chương trình giới thiệu sản phẩm tại các nơi công cộng
- Quảng cáo trên xe: trang trí bên ngoài xe cá nhân với các thương hiệu sản phẩm, nhằm thu hút người cùng đi trên đường hoặc những người đi bộ trong khu vực xe có dán quảng cáo chạy ngang.

## Quy định quảng cáo
Mọi người đang ngày càng nỗ lực hơn trong việc bảo vệ quyền lợi của cộng đồng bằng cách đưa ra các quy định về nội dung và tác động của quảng cáo. Nhiều quốc gia áp dụng các hạn chế đối với quảng cáo rượu, thuốc lá hoặc cờ bạc nhằm bảo vệ sức khỏe và an toàn cộng đồng. Ngoài ra, một số vùng ở Châu Âu còn cấm hoàn toàn quảng cáo nhắm vào trẻ em. Các quy định về quảng cáo rất chú trọng đến tính xác thực của thông tin sản phẩm. Do đó, quảng cáo cho các mặt hàng như thực phẩm và dược phẩm thường bị kiểm soát nghiêm ngặt hơn.
Ở một số quốc gia, ngành công nghiệp quảng cáo ít chịu sự chi phối của luật pháp, mà chủ yếu dựa vào hệ thống tự điều chỉnh nội bộ. Ngành quảng cáo tự đặt ra những quy tắc chung để đảm bảo các hoạt động quảng cáo luôn "hợp pháp, chuẩn mực, trung thực và đúng sự thật". Các quy tắc này được các nhà quảng cáo và đơn vị truyền thông cùng nhau thỏa thuận và tuân thủ. Để duy trì tính độc lập và khách quan, một số tổ chức tự quản được thành lập và hoạt động dựa trên nguồn tài trợ từ ngành quảng cáo. Ví dụ điển hình là Cơ quan Tiêu chuẩn Quảng cáo (ASA) ở Vương quốc Anh.
Ở Vương quốc Anh, hệ thống Quy hoạch Đô thị và Quận chịu trách nhiệm quản lý hầu hết các hình thức quảng cáo ngoài trời, bao gồm cả biển quảng cáo. Việc trưng bày quảng cáo mà không có sự đồng ý của Cơ quan Quy hoạch được coi là hành vi phạm tội và có thể bị phạt tới £2.500 cho mỗi lần vi phạm. Nhiều cộng đồng tại Mỹ cho rằng quảng cáo ngoài trời gây ảnh hưởng tiêu cực đến cảnh quan đô thị. Ngay từ những năm 1960, đã có những nỗ lực nhằm cấm loại hình quảng cáo này ở các vùng quê. Một số thành phố như São Paulo (Brazil) đã cấm hoàn toàn, trong khi Luân Đôn (Anh) áp dụng luật riêng để kiểm soát chặt chẽ.
Nhiều quốc gia áp dụng luật hạn chế ngôn ngữ trong quảng cáo. Tuy nhiên, các nhà quảng cáo không ngừng tìm cách "lách luật" để né tránh quy định. Ví dụ điển hình là ở Pháp, để đối phó với Điều 120 của Luật Toubon năm 1994 hạn chế sử dụng tiếng Anh, một số nhà quảng cáo in đậm từ tiếng Anh và in phần dịch tiếng Pháp rất nhỏ.
Việc hiển thị thông tin giá cả trong quảng cáo là vấn đề được nhiều chính phủ quan tâm. Mỗi quốc gia có quy định riêng về việc bao gồm hay tách biệt thuế trong giá quảng cáo. Tại Hoa Kỳ, doanh nghiệp thường chỉ đề cập đến sự tồn tại của thuế và số tiền cụ thể sẽ được thông báo ở giai đoạn sau của giao dịch. Ở Canada và New Zealand, cho phép liệt kê thuế thành các mục riêng biệt, miễn là được báo giá trước. Hầu hết các quốc gia khác yêu cầu giá quảng cáo phải bao gồm tất cả các loại thuế hiện hành. Việc này giúp khách hàng dễ dàng biết được tổng số tiền họ cần phải thanh toán.